# زنان در کوبا
در کوبا، زنان در زمینه‌های اقتصادی، سیاسی، فرهنگی و اجتماعی و همچنین در خانواده از حقوق قانونی برابر با مردان برخوردارند. طبق ماده ۴۴ قانون اساسی کوبا، «دولت فرصت‌ها و امکاناتی مشابه مردان برای زنان را تضمین می‌کند تا به مشارکت کامل زنان در توسعه کشور دست یابد.» در سال ۲۰۱۵، زنان ۴۸٫۹ درصد از کرسی‌های پارلمانی مجلس ملی کوبا را در اختیار داشتند و در رتبه ششم از ۱۶۲ کشور در زمینه مسائل مربوط به مشارکت زنان در زندگی سیاسی قرار داشتند. بسیاری از زنان در کوبا از پیشینه‌های نژادی مختلف از جمله آفریقایی-کوبایی هستند. زنان در کوبا، که پیشتر یک گروه به حاشیه رانده شده بودند، توانستند سطوح تحصیلی بالاتر و پیشرفت‌های برابر را در حرفه خود کسب کنند. قانون خانواده در سال ۱۹۷۵ به گونه‌ای طراحی شد که به زنان کوبایی اجازه می‌داد وظایف خانه را به‌طور عادلانه با همسران خود تقسیم کنند. فرصت‌های شغلی در شهرها فراهم شد و در نتیجه بسیاری از زنان کوبایی روستاها را ترک کردند تا در شهرها کار و زندگی کنند. با این حال، به دلیل افزایش تعداد زنان کوبایی در حال تحصیل و کار، نرخ تولد در کشور کاهش یافته‌است. گرچه فرایند تبعیض‌زدایی در کوبا اجرا شده‌است، هنوز برخی مسائل در رابطه با مسکن عادلانه در کوبا وجود دارد.

## سلامت باروری
پیش از انقلاب ۱۹۵۹، سقط جنین در کوبا غیرقانونی و وسایل پیشگیری از بارداری غیرقابل دسترس بود. قوانین بهداشت باروری بر اساس قانون مجازات ۱۸۷۰ در اسپانیا شکل گرفت و سقط جنین را بسیار محدود کرد. در سال ۱۹۳۶، برخی از قوانین محدودکننده بازنویسی شد و در قانون جزایی جدید به نام قانون دفاع اجتماعی گنجانده شد.
پس از ایجاد فدراسیون زنان کوبا (FMC) در سال ۱۹۶۰، تلاش‌هایی برای افزایش حقوق باروری زنان در کوبا انجام شد. در سال ۱۹۶۵، سقط جنین غیرقانونی شد و در سال ۱۹۷۹، سقط جنین رایگان و به راحتی در دسترس بود. بانک اطلاعات سیاست جمعیت سازمان ملل متحد بیان می‌کند که بین سال‌های ۱۹۶۸ و ۱۹۷۴، میزان سقط جنین قانونی از ۱۶٫۵ به ۶۹٫۵ سقط قانونی در هر ۱۰۰۰ زن در سن باروری رسید. در حال حاضر، برآورد حدود ۴۷ و ۶۲ سقط جنین قانونی به ازای هر ۱۰۰۰ زن در سن باروری است.
دلیل اینکه چنین تمرکزی روی سقط جنین در بحث حقوق باروری در کوبا وجود دارد این است که از آن برای تنظیم خانواده استفاده می‌شود. با این حال، سایر داروهای ضدبارداری به صورت رایگان از طریق سیستم مراقبت‌های بهداشتی کوبا در دسترس هستند و مورد استفاده قرار می‌گیرند. با توجه به آمار جمع‌آوری شده از یونیسف و بخش جمعیت سازمان ملل، تخمین زده می‌شود که شیوع انواع روش‌های پیشگیری از بارداری (روش‌هایی که به عنوان روش‌های نوین پیشگیری از بارداری از جمله عقیم‌سازی زنان و مردان، قرص‌های هورمونی خوراکی، دستگاه داخل رحمی (IUD)، کاندوم مردانه، مواد تزریقی، دستگاه‌های کاشتنی، روش‌های مسدودکننده واژن، کاندوم زنانه و پیشگیری اضطراری از بارداری تعریف می‌شوند) ۷۳٫۷ درصد در میان زنان ۱۵ تا ۴۹ ساله در کوبا بود. اوج این مقدار در سال ۲۰۱۰ که ۷۷٫۸ درصد بود و کمترین مقدار آن در سال ۱۹۸۰ که ۶۰ درصد بود، اعلام می‌شود.

## تحصیلات
کوبا از نظر تاریخی یک جامعه عمدتاً کشاورزی و با اقتصاد مبتنی بر گردشگری در مناطق شهری، در درجه اول هاوانا، بود. بدین ترتیب بسیاری از زنان مجبور به کار به عنوان خدمتکار یا روسپی در این مناطق شدند، زیرا از آنجا که آن‌ها از فرصت‌های تحصیلی محروم بودند، گزینه‌های زیادی برای کار نداشتند. پیش از انقلاب، حدود ۷۰ درصد از زنان در نیروی کار، خدمتکار خانه بودند و در ساعت‌های طولانی با حقوق کم و مزایای کم یا بدون مزایا کار می‌کردند. در آن دوران تنها حدود ۱۹۴٬۰۰۰ زن در نیروی کار، حدود ۷۰۰٬۰۰۰ نفر بیکار و ۳۰۰٬۰۰۰ نفر کم‌کار بودند.
پس از انقلاب، FMC برای ایجاد حقوق برابر آموزشی برای زنان مبارزه کرد. این سازمان با دیگر کشورهای آمریکای لاتین ملاقات کرد تا ایده‌هایی را برای بهبود آموزش زنان به اشتراک بگذارد. FMC با ایجاد مدارس ویژه زنانی که خدمتکار خانه و فاحشه بودند و همچنین مدارسی برای زنانی که در فقر زندگی می‌کردند، شروع به کار کرد. این مدارس برای کمک به زنان طراحی شدند تا طیف وسیع‌تری از مهارت‌ها را توسعه دهند و در نهایت به آن‌ها کمک کنند تا توانایی کسب آموزش عالی را به دست آورند. این مدارس همچنین برای کمک به کاهش نرخ بی‌سوادی کشور اقدام کردند. زمانی که فیدل کاسترو به قدرت رسید حدود یک چهارم جمعیت کوبا بی‌سواد بودند که بیش از نیمی از آن‌ها زن بودند. تا سال ۱۹۶۱ تقریباً کل کشور باسواد شد که این کار عمدتاً به لطف داوطلبانی (که حدود ۵۶ درصد آن‌ها زنان جوان بودند) انجام شد که برای آموزش سواد به مناطق روستایی می‌رفتند.
تا سال ۲۰۱۱، زنان در کوبا بیش از ۸۰ درصد از دانشجویان دانشگاه و حدود ۶۸ درصد از فارغ‌التحصیلان دانشگاه را شکل می‌دادند. در مقایسه، زنان حدود ۵۷ درصد از دانشجویان کارشناسی در ایالات متحده را در سال ۲۰۰۸ تشکیل می‌دادند. زنان در کوبا نیز حدود ۸۱ درصد از دانشجویان پزشکی را تشکیل می‌دهند، اما در رشته‌های ریاضی و علوم کمتر حضور دارند و تنها ۴۶ درصد از دانشجویان علوم طبیعی و ریاضی، ۳۷ درصد از دانشجویان رشته‌های فنی و ۳۰ درصد از دانشجویان مهندسی را تشکیل می‌دهند.

## زنان در نیروی کار
در سراسر جهان، مردم نگران زنانه شدن فقر هستند. بر اساس مطالعه ای که توسط برنامه جهانی غذا (WFP) انجام شده‌است، از هر ده نفر فقیر، هفت نفر زن یا دختر هستند. در کوبا، ما شاهد چیزی منحصر به فرد در این زمینه هستیم. در حالی که متوسط دستمزد کوبایی‌ها حدود ۴۹۴٫۴ پزو معمولی در ماه (۱۸٫۶۶ دلار) در پایان سال ۲۰۰۸ تا ۲۰۱۵ بود، افزایش تعداد زنان در نیروی کار فنی در کوبا مشاهده شده‌است. بر اساس درگاه داده‌های جنسیتی بانک جهانی، زنان ۴۲ درصد از نرخ مشارکت نیروی کار در کوبا را تشکیل می‌دهند. تحقیقات انجام شده توسط انجمن آمریکایی زنان دانشگاهی (AAUW) نشان داد که در سال ۲۰۱۱، زنان حدود ۷۰ درصد از نیروی کار فنی، ۶۹ درصد کارکنان مراقبت‌های بهداشتی و ۸۰ درصد از کارکنان آموزشی را تشکیل می‌دادند، اما تنها حدود ۳۰ درصد از مهندسین بودند. این نشان می‌دهد که نرخ‌ها در بخش علمی و فنی کاهش یافته‌است.
پیش از انقلاب هیچ زنی در نیروی کار وجود نداشت، چه رسد به اینکه برای استخدام دستمزد دریافت کند. بر اساس مقاله سوسیالیسم و فمینیسم: زنان و انقلاب کوبا، بخش ۱، تنها ۱۴٫۲ درصد از جمعیت زنان در مشاغل حقوقی بودند. در آن دوران انتظار می‌رفت بیشتر زنان خانه‌دار باشند و به همسر و خانواده خود رسیدگی کنند. البته درصد کمی از آن‌ها به دنبال کار بودند. بر اساس مقاله سوسیالیسم و فمینیسم: زنان و انقلاب کوبا، بخش ۱، در سال ۱۹۵۸ فقط ۱۹٫۳ درصد از زنان به دنبال کار بودند. از آن زمان، در مقایسه با آمار، اکنون شاهد افزایش تعداد زنان در نیروی کار هستیم. اما هنوز تفاوت میان مردان و زنان شاغل در محل کار و میزان حقوق دریافتی آن‌ها قابل مشاهده است؛ بنابراین می‌توان گفت تغییراتی جزئی ایجاد شده‌است، اما هنوز پیشرفت‌ها و تغییرات بسیار بیشتری برای زنان کوبا و دریافت حقوقی که شایسته آن هستند، وجود دارد.

## برای مطالعهٔ بیشتر
- Brenner, Jimenez, Kirk, and LeoGrande Rowman & Littlefield A Contemporary Cuba Reader, Reinventing the Revolution شابک ‎۹۷۸-۰-۷۴۲۵-۵۵۰۷-۵